# Tahara (Aichi)
Pour les articles homonymes, voir Tahara.
Tahara (田原市, Tahara-shi) est une ville située dans la préfecture d'Aichi, sur l'île de Honshū, au Japon.

## Géographie

### Situation

Tahara dans la préfecture d'Aichi.

Tahara est située dans le sud de la préfecture d'Aichi et occupe la majeure partie de la péninsule d'Atsumi. La péninsule est délimitée au nord par la baie de Mikawa et au sud par la mer d'Enshū.

### Démographie
En mars 2023, la ville de Tahara avait une population estimée à 59 229 habitants répartis sur une superficie de 191,12 km2.

### Climat
La ville a un climat caractérisé par des étés chauds et humides, et des hivers relativement doux. La température annuelle moyenne à Tahara est de 16,4 °C. La pluviométrie annuelle moyenne est de 1 642,1 mm, septembre étant le mois le plus humide.

## Histoire
La ville a été fondée le 20 août 2003 par la fusion des bourgs de Tahara et d'Akabane. Le 1er octobre 2005, le bourg d'Atsumi (district d'Atsumi) a été intégré à Tahara.

## Économie
Le constructeur automobile Toyota a une importante usine à Tahara où sont produits les modèles de la marque Lexus et quelques modèles de la marque Toyota.

## Transports
La ville est desservie par la ligne Atsumi de la compagnie Toyotetsu.

## Jumelage
La ville est jumelée avec :
- Georgetown (États-Unis),
- Princeton (États-Unis),
- Kunshan (Chine),
- Dongjak-gu (Corée du Sud).